# Noradenberg
Noradenberg ist eine im 13. Jahrhundert wüst gefallene Siedlung nördlich von Suffersheim, eines Ortsteils der mittelfränkischen Stadt Weißenburg in Bayern im Landkreis Weißenburg-Gunzenhausen. 
Die Siedlung befand sich oberhalb des Laubentals und des Heuberger Tals, südlich des Weißenburger Stadtwaldes auf der Gemarkung des heutigen Suffersheim. Sie ist die Vorgängersiedlung des heute weiter nördlich befindlichen Ortes Heuberg. Darauf deutet der heutige Flurname Altenheuberg, eine rund 530 m ü. NN hohe Erhebung der Weißenburger Alb.
Noradenberg bedeutet Nordberg und ist als Gegensatz zum südlich befindlichen Sonderberg zu verstehen, was Südberg bedeutet. Der Ort war ein Weiler mit neun Gütern. Die ursprüngliche Straßenangersiedlung war anhand der Flurstücke bis zur Flurbereinigung (Abschluss 1996) erkennbar. Der Ort entstand um 1200 und wurde 1214 erstmals urkundlich erwähnt. Er gehörte den Marschällen von Pappenheim. Bereits zwischen 1270 und 1300 wurde als Nachfolgerin Noradenbergs von den Pappenheimern die Rodungssiedlung Heuberg gegründet.